# Ischnocolinae
Ischnocolinae là một phân họ nhện trong họ Theraphosidae.

## Phân loại
- Chi Catumiri Guadanucci, 2004
- Chi Chaetopelma Ausserer, 1871
- Chi Cratorrhagus Simon, 1891
- Chi Hemiercus Simon, 1903
- Chi Heterothele Karsch, 1879
- Chi Holothele Karsch, 1879
- Chi Ischnocolus Ausserer, 1871
- Chi Nesiergus Simon, 1903
- Chi Oligoxystre Vellard, 1924
- Chi Plesiophrictus Pocock, 1899
- Chi Pseudoligoxystre Vol, 2001
- Chi Sickius Soares & Camargo, 1948